# 러시아-세르비아 관계
러시아-세르비아 관계(러시아어: Российско-сербские отношения, 세르비아어: односи Русије и Србије)는 러시아와 세르비아의 양자 관계를 의미한다.
두 나라는 슬라브족 계열이며, 그리스 정교회를 믿고 있고 키릴 문자를 사용한다. 그러기에 언어, 문화적으로 비슷한 부분이 많다. 두 나라 모두 범슬라브주의를 신봉하며, 슬라브족 국가들 간 연대를 중요시한다. 19세기 오스만령 세르비아가 독립하게 된 계기인 러시아-튀르크 전쟁에서 세르비아는 독립군을 결성하여 오스만 제국에 대항했고, 러시아 제국은 오스만 제국과 전쟁에서 승리하였다. 전쟁 후 러시아 제국은 산스테파노 조약 체결을 통해 세르비아를 비롯한 발칸 반도의 여러 소국의 독립을 이끌어냈다.

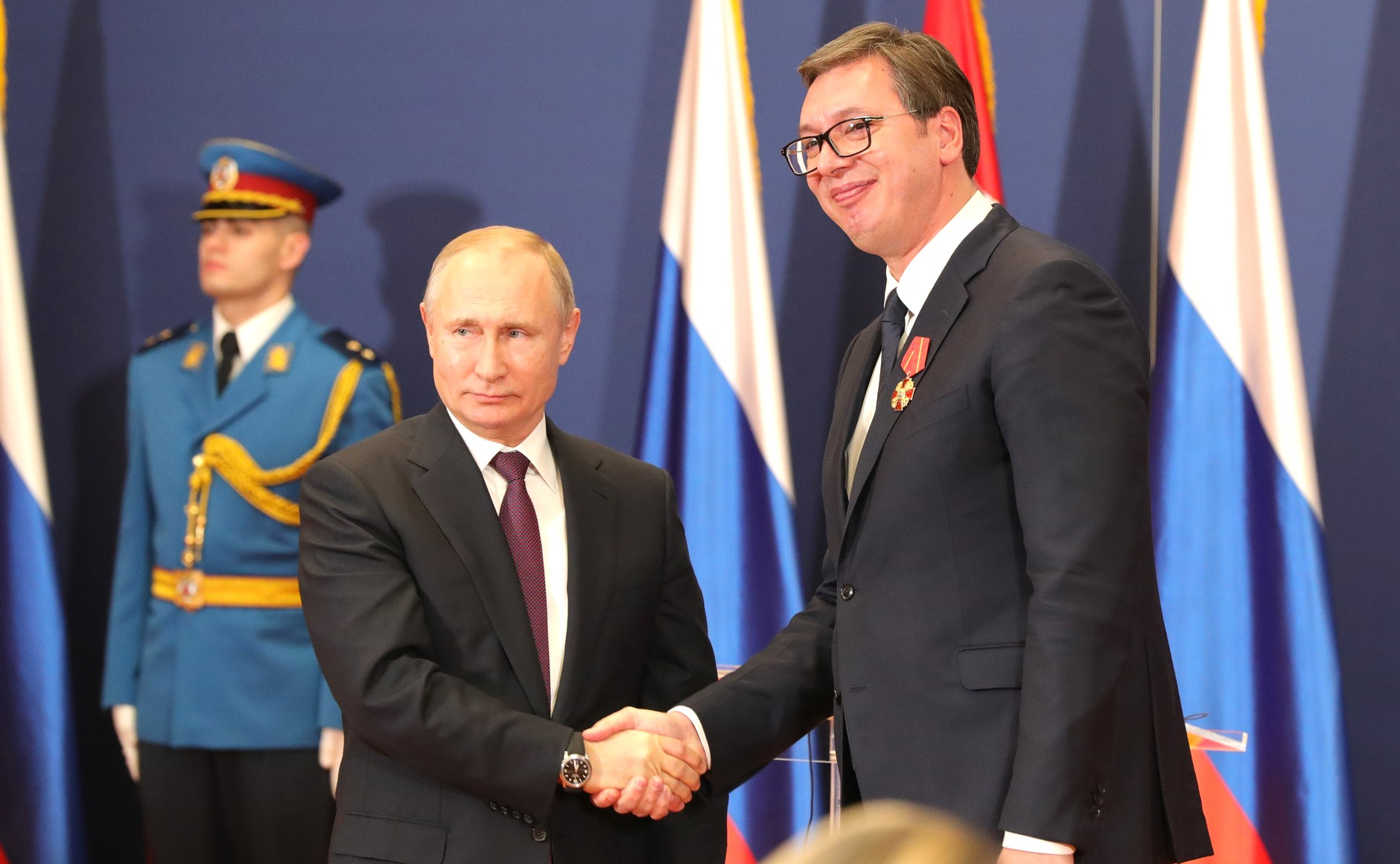
블라디미르 푸틴 대통령과 알렉산다르 부치치 대통령 (2019년)

제1차 세계 대전 당시 세르비아 왕국을 침략한 오스트리아-헝가리에 대항하여 러시아 제국은 연합군 편에서 싸웠다. 제2차 세계 대전에는 나치 독일에 대항하는 유고슬라비아 파르티잔에 소련은 군사적 지원을 지속적으로 하였다. 냉전 시절에는 티토-스탈린 결렬 및 유고슬라비아의 비동맹 운동에 따라서 관계가 소원했지만, 유고슬라비아 붕괴 이후 관계가 다시 증진되었다. 유고슬라비아 전쟁 당시 북대서양 조약 기구의 베오그라드 공습에 러시아가 비난 성명을 발표하며 세르비아의 입장을 지지하였다. 그 외에도 러시아는 세르비아에 정치적, 경제적 지원을 하고 있으며, 차관을 제공하는 등 우호적인 행위를 하고 있다. 특히 코소보의 국제적 승인에 있어서 세르비아의 입장을 지지한다.
세르비아의 유럽연합 가입에 러시아는 별다른 입장을 밝히지 않으나, 북대서양 조약 기구 가입에는 분명하게 반대 입장을 보이고 있다. 세르비아는 헝가리, 벨라루스와 함께 몇 안되는 유럽의 친러시아 성향 국가이다.
러시아-우크라이나 전쟁에 따라 양국의 관계는 우호적인 배경 아래 약간의 입장 차이를 보이고 있다. 세르비아는 러시아에 대한 제재에 적극적으로 동참하지 않고, 러시아로부터 가스와 석유 등 에너지를 수입하고 있다. 그러나 우크라이나에 우회적으로 탄약을 판매하고, 나토와 관계 개선에 나서는 등 자국 이익 중심의 엇박자를 내고 있다.

## 같이 보기
- 러시아의 대외 관계
- 세르비아의 대외 관계
- 범슬라브주의